# Unterstaatssekretär 1848/1849

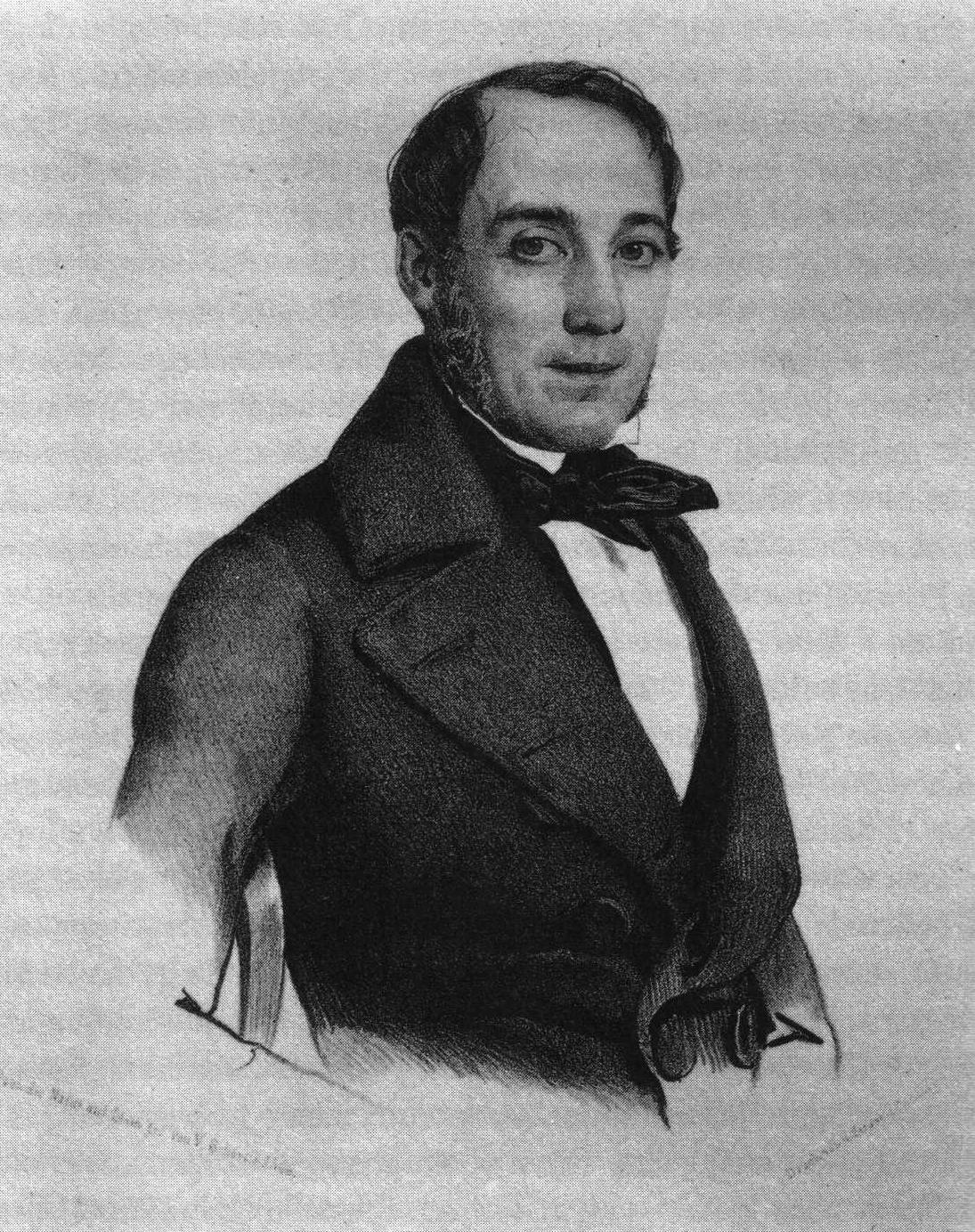
Der Rechtsliberale Karl Mathy aus Baden war einer der ersten Unterstaatssekretäre, die am 5. August 1848 ernannt wurden.

Unterstaatssekretär war eine Position in der deutschen Zentralgewalt der Jahre 1848/1849. Einem Reichsminister konnten ein oder zwei Unterstaatssekretäre zugewiesen werden, die als Stellvertreter des Reichsministers fungierten. Erstmals ernannte der Reichsverweser Unterstaatssekretäre am 5. August 1848, als er seine zunächst nur dreiköpfige Regierungsmannschaft komplettierte.
Ein Hauptmotiv für die Einrichtung von Unterstaatssekretären war die bessere Vertretung der unterschiedlichen politischen Lager in der Reichsversammlung. Das Zentralgewaltgesetz vom 28. Juni 1848 erwähnt die Unterstaatssekretäre ebenso wenig wie die Frankfurter Reichsverfassung vom 28. März 1849.
Im Deutschen Kaiserreich (1867/1871–1918) gab es keine Minister, da allein der Reichskanzler verantwortlich war; die obersten Behörden wurden von Staatssekretären geleitet. In der Bundesrepublik Deutschland (seit 1949) haben die Staatssekretäre die Funktion, die in anderen Ländern einem stellvertretenden Minister entspricht, vergleichbar mit den Unterstaatssekretären der Zentralgewalt.

## Grund für die Einrichtung

Friedrich Daniel Bassermann, liberaler Politiker und Unterstaatssekretär im Innenministerium

Für die Aufgaben der Zentralgewalt hätte ein kleines Kabinett mit wenigen Ministern ausgereicht. Um aber die Fraktionen der Nationalversammlung bzw. die wichtigeren deutschen Staaten im Kabinett besser zu vertreten, wurden zusätzlich zu den Ministern Unterstaatssekretäre ernannt. Dadurch nahmen recht viele Personen an den Sitzungen des Gesamt-Reichsministeriums (der Regierung) teil, erinnerte sich später Robert von Mohl, was die Beratungen nicht vereinfachte. Problematisch war auch, dass die Unterstaatssekretäre (wie auch die Minister) meist Abgeordnete der Nationalversammlung waren und dort auch wegen ihrer Fraktionsämter viel Zeit verbrachten.
Unterstaatssekretär im Innenministerium Friedrich Bassermann vermutete einen weiteren Grund für die Einrichtung von Unterstaatssekretären: Ein großes Kabinett konnte nicht so leicht gestürzt bzw. ersetzt werden wie ein kleines. Jedenfalls zeigte es sich im September 1848, dass für das zurückgetretene Kabinett Leiningen keine Nachfolge gefunden wurde und somit das Kabinett im Wesentlichen unverändert wieder eingesetzt wurde.

## Befugnisse
Ein Unterstaatssekretär durfte ohne Einschränkungen an den internen Sitzungen des Gesamt-Reichsministeriums teilnehmen und dort mitreden; er war also in diesem Sinne Kabinettsmitglied. Auch konnte er seinen Minister in der Nationalversammlung vertreten und parlamentarische Anfragen beantworten; damit entlastete er den Minister erheblich, da zahlreiche Anträge die Anwesenheit eines Regierungsmitglieds notwendig machten: Durch Eingreifen in die Debatte versuchte das Regierungsmitglied die Annahme von Anträgen zu verhindern, die die Arbeit der Regierung erschwert hätte. Ein Unterstaatssekretär durfte aber nicht dem Reichsverweser selbstständig vortragen und nahm nicht am Minister-Conseil teil, der zweimal wöchentlichen Besprechung der Minister mit dem Reichsverweser.
Strittig war ein Stimmrecht für die Unterstaatssekretäre in den Kabinettssitzungen. Ursprünglich gehörte das Stimmrecht zu einer Vereinbarung zwischen dem rechten und linken Zentrum; letzteres sollte laut Koalitionsverhandlungen Anfang August 1848 einen Ausgleich dafür schaffen, dass das linke Zentrum keinen Ministerposten besetzte. Ministerpräsident Leiningen und Justizminister Heckscher protestierten aber, dass dann die sieben Unterstaatssekretäre die sechs Minister überstimmen konnten, obwohl nur die Minister die politische Verantwortung trugen. Daraufhin erhielt das linke Zentrum einen Minister (Justizminister Mohl), und die Unterstaatssekretäre verblieben ohne Stimmrecht. Allerdings gab es interne Absprachen, dass im Minister-Conseil keine Beschlüsse getroffen werden sollten, die nicht durch das Kabinett unter Mitwirkung der Unterstaatssekretäre behandelt worden waren.
In einigen Ministerien leiteten die Unterstaatssekretäre eigene Sachgebiete. Beispielsweise beschäftigte Unterstaatssekretär Christian Widenmann sich im Justizministerium mit der Gesetzgebung. Ihre Tätigkeitsbereiche waren aber nicht immer deutlich gegenüber dem des Ministers abgegrenzt, was die Effektivität der Arbeit abermals einschränken konnte.

## Belege
1. ↑  Ralf Heikaus: Die ersten Monate der provisorischen Zentralgewalt für Deutschland (Juli bis Dezember 1848). Diss. Frankfurt am Main, Peter Lang, Frankfurt am Main [u. a.] 1997, S. 87.
2. ↑  Ralf Heikaus: Die ersten Monate der provisorischen Zentralgewalt für Deutschland (Juli bis Dezember 1848). Diss. Frankfurt am Main, Peter Lang, Frankfurt am Main [u. a.] 1997, S. 89.
3. ↑  Ralf Heikaus: Die ersten Monate der provisorischen Zentralgewalt für Deutschland (Juli bis Dezember 1848). Diss. Frankfurt am Main, Peter Lang, Frankfurt am Main [u. a.] 1997, S. 86, 89.
4. ↑  Ralf Heikaus: Die ersten Monate der provisorischen Zentralgewalt für Deutschland (Juli bis Dezember 1848). Diss. Frankfurt am Main, Peter Lang, Frankfurt am Main [u. a.] 1997, S. 83/84.
5. ↑  Ralf Heikaus: Die ersten Monate der provisorischen Zentralgewalt für Deutschland (Juli bis Dezember 1848). Diss. Frankfurt am Main, Peter Lang, Frankfurt am Main [u. a.] 1997, S. 86/87, Fn. 190.
6. ↑  Ralf Heikaus: Die ersten Monate der provisorischen Zentralgewalt für Deutschland (Juli bis Dezember 1848). Diss. Frankfurt am Main, Peter Lang, Frankfurt am Main [u. a.] 1997, S. 87/88.